# Станіслав Турсон
Станісла́в Ту́рсон (Турзон, Тужон; лат. Stanislao Tursoni; ? — 17 квітня 1540) — чеський католицький священнослужитель, освітній та науковий діяч періоду Відродження і Реформації. Оломоуцький єпископ Римо-католицька церква|Римо-католицької церкви (1498–1540).
Народився у родині банкіра Йоганна Турзо — краківського бурмістра, що походив із Угорщини, але оселився у Польщі, сприяв видавничій діяльності Швайпольта Фіоля. С. Турсону була адресована робота краківського каноніка Мацея із Мєхува «Трактат про дві Сарматії».